# Synaphris agaetensis
Synaphris agaetensis es una especie de arañas araneomorfas de la familia Synaphridae.

## Distribución geográfica
Es endémica de las Canarias (España).